# Rågholmen (vid Pederså, Kimitoön)
Rågholmen är en ö i Finland. Den ligger i Skärgårdshavet och i kommunen Kimitoön i den ekonomiska regionen  Åboland i landskapet Egentliga Finland, i den sydvästra delen av landet. Ön ligger omkring 49 kilometer sydöst om Åbo och omkring 110 kilometer väster om Helsingfors.
Öns area är 14,4 hektar och dess största längd är 0,5 kilometer i nord-sydlig riktning.